# Туберкульоз чи не туберкульоз? (Доктор Хаус)
«Туберкульоз чи не туберкульоз?» (англ. TB or Not TB)  — четверта серія другого сезону американського телесеріалу «Доктор Хаус». Прем'єра епізоду проходила на каналі FOX 1 листопада 2005. Доктор Хаус і його команда мають врятувати доктора, який винаходить ліки від туберкульозу. Назва походить він фрази в п'єсі Шекспіра «Гамлет».

## Сюжет
Себастьян Чарльз — відомий лікар, який працює в Африці. Під час наради він непритомніє і потрапляє в лікарню. Сам пацієнт і Кадді вважають, що у нього туберкульоз (ТБ), але Хаус має іншу думку. Всі симптоми вказують на ТБ, тому йому починають давати пігулки від туберкульозу. Себастьян відмовляється від ліків, тому що вважає, що його лікування не варте життів 10 дітей в Африці. Хаус вважає таку поведінку нерозумною. Під час інтерв'ю а палаті Себастьян стає дезорієнтованим, він починає сильно пітніти, невдовзі в нього відбувається зупинка серця. Хаус знає, що таку реакцію спричинили лампи в палаті, і відверто заявляє на камеру, що у Себастьяна не ТБ. Кемерон відновлює серцебиття. Після декількох негативних тестів, Хаус впевнюється, що у пацієнта маленька пухлина і незидіопластома. Пухлина дуже мала, тому її не можна побачити на рентгені, також вона виділяє багато інсуліну в організм. Щоб перевірити таку версію Себастьяну вводять в підшлункову кальцій. Бета-клітини виділять інсулін, якщо там забагато бета-клітин через пухлину — цукор в крові різко знизиться. Тест спрацював і у Себастьяна виявили пухлину. Згодом її успішно видаляють.